# Дедвуд (Південна Дакота)
Де́двуд (англ. Deadwood) — місто (англ. city) в США, в окрузі Лоуренс штату Південна Дакота. Населення — 1156 осіб (2020).

## Географія
Дедвуд розташований за координатами 44°22′53″ пн. ш. 103°43′26″ зх. д. / 44.38139° пн. ш. 103.72389° зх. д. (44.381494, -103.724007). За даними Бюро перепису населення США в 2010 році місто мало площу 9,93 км², уся площа — суходіл. В 2017 році площа становила 12,77 км², уся площа — суходіл.

### Клімат
| Клімат : Дедвуд                        | Клімат : Дедвуд | Клімат : Дедвуд | Клімат : Дедвуд | Клімат : Дедвуд | Клімат : Дедвуд | Клімат : Дедвуд | Клімат : Дедвуд | Клімат : Дедвуд | Клімат : Дедвуд | Клімат : Дедвуд | Клімат : Дедвуд | Клімат : Дедвуд | Клімат : Дедвуд |
| Показник                               | Січ.            | Лют.            | Бер.            | Квіт.           | Трав.           | Черв.           | Лип.            | Серп.           | Вер.            | Жовт.           | Лист.           | Груд.           | Рік             |
| Абсолютний максимум, °C                | 18,3            | 19,4            | 23,3            | 32,8            | 34,4            | 38,3            | 39,4            | 39,4            | 38,3            | 30,0            | 23,9            | 17,8            | 39,4            |
| Середній максимум, °C                  | 0,6             | 2,8             | 6,7             | 11,7            | 17,8            | 23,3            | 27,2            | 26,7            | 21,1            | 13,9            | 5,6             | 1,7             | 13,3            |
| Середній мінімум, °C                   | −11,7           | −9,4            | −6,1            | −1,7            | 3,9             | 8,9             | 12,2            | 11,1            | 5,6             | 0,0             | −6,1            | −10,6           | −0,3            |
| Абсолютний мінімум, °C                 | −33,3           | −33,9           | −27,8           | −20             | −15,6           | −5              | 0,0             | 1,1             | −8,3            | −21,7           | −28,3           | −34,4           | −34,4           |
| Норма опадів, мм                       | 33              | 30              | 60              | 92              | 115             | 100             | 68              | 52              | 45              | 55              | 36              | 35              | 721             |
| Днів з опадами                         | 8,7             | 7,4             | 8,9             | 10,2            | 12,0            | 12,3            | 9,7             | 7,5             | 6,8             | 6,7             | 7,0             | 8,7             | 105,9           |
| Днів зі снігом                         | 6,9             | 5,8             | 6,2             | 3,6             | 0,5             | 0,0             | 0,0             | 0,0             | 0,2             | 1,8             | 4,5             | 6,1             | 35,6            |
| -------------------------------------- | --------------- | --------------- | --------------- | --------------- | --------------- | --------------- | --------------- | --------------- | --------------- | --------------- | --------------- | --------------- | --------------- |
| Джерело: South Dakota State University |                 |                 |                 |                 |                 |                 |                 |                 |                 |                 |                 |                 |                 |

## Демографія
Згідно з переписом 2010 року, у місті мешкало 1270 осіб у 661 домогосподарстві у складі 302 родин. Густота населення становила 128 осіб/км². Було 803 помешкання (81/км²).
Расовий склад населення:
| - 94,9 % — білих - 1,8 % — корінних американців - 0,5 % — азіатів - 0,2 % — чорних або афроамериканців |

До двох чи більше рас належало 2,0 %. Частка іспаномовних становила 3,4 % від усіх жителів.
За віковим діапазоном населення розподілялося таким чином: 15,0 % — особи молодші 18 років, 67,2 % — особи у віці 18—64 років, 17,8 % — особи у віці 65 років та старші. Медіана віку мешканця становила 48,0 року. На 100 осіб жіночої статі у місті припадало 110,6 чоловіків; на 100 жінок у віці від 18 років та старших — 111,2 чоловіків також старших 18 років.
Середній дохід на одне домашнє господарство становив 47 914 долари США (медіана — 35 417), а середній дохід на одну сім'ю — 65 288 доларів (медіана — 66 477). Медіана доходів становила 38 355 доларів для чоловіків та 26 638 доларів для жінок. За межею бідності перебувало 9,9 % осіб, у тому числі 7,7 % дітей у віці до 18 років та 6,9 % осіб у віці 65 років та старших.
Цивільне працевлаштоване населення становило 712 осіб. Основні галузі зайнятості: мистецтво, розваги та відпочинок — 49,2 %, освіта, охорона здоров'я та соціальна допомога — 13,9 %, роздрібна торгівля — 7,2 %, сільське господарство, лісництво, риболовля — 5,8 %.

## Персоналії
- Альфред Веркер (1896—1975) — американський кінорежисер.